# Dombeya kirkii
Dombeya kirkii är en malvaväxtart som beskrevs av Maxwell Tylden Masters. Dombeya kirkii ingår i släktet Dombeya och familjen malvaväxter. Inga underarter finns listade i Catalogue of Life.